# Monomorium modestum
Monomorium modestum är en myrart som beskrevs av Santschi 1914. Monomorium modestum ingår i släktet Monomorium och familjen myror. Inga underarter finns listade i Catalogue of Life.

## Bildgalleri